# 髙山正之
髙山 正之（たかやま まさゆき、1942年〈昭和17年〉 - ）は、日本のジャーナリスト。元産経新聞記者、元帝京大学教授。

## 経歴
東京都出身。港区立麻布小学校、都立九段高校、東京都立大学法経学部法学科卒業後、1965年産経新聞社に入社。警視庁クラブ、羽田クラブ詰、夕刊フジ記者を経て、産経新聞社会部次長（デスク）。1985年から1987年までテヘラン支局長を務め、1980代のイラン革命やイラン・イラク戦争を現地で取材。また、アジアハイウェイ踏査隊長としてアジア諸国を巡る。1980年代後半、芸能方面へ異動になる。当時の編集局の上司と、国際報道についての報道方針を巡って対立があったためとされる。この頃テレビ朝日の昼の番組で、芸能解説をやっていたのもこれが原因だという。
1998年より3年間、産経新聞夕刊1面にて時事コラム「高山正之の異見自在」を執筆。定年後の2001年から2007年3月まで帝京大学教授を務めた。連載中のコラムに『週刊新潮』誌上で「変見自在」、『テーミス』誌上で「日本警世」、『Voice』誌上で「日本の事件簿」がある。

## 論調・主張
- コラムにおける批判対象は国外においては中華人民共和国、大韓民国、朝鮮民主主義人民共和国（北朝鮮）、国内では朝日新聞社、原発反対者、日本社会党・社会民主党、日本共産党や民主党など。これらの政党を支持する労働組合に対しても批判を加えている。
- タイや中華民国（台湾）、ミャンマー政府には好意的である。「変見自在」ではタイの親日ぶりを示すエピソードを何度も紹介し、台湾については「異見自在」で「（日本は）しばらく台湾に統治してもらってリップンチェンシン（日本精神）を再移植してもらうのもいいアイデアかもしれない」[注 1]と書いたこともある。また、ミャンマーを統治する国家平和発展評議会についても北朝鮮やパキスタン、中国のような「軍事政権」[注 2]と同列に批判すべきではないと主張している[3]。
- 新聞記者時代、初代羽田空港長が朝鮮動乱のさなか米軍機でソビエト連邦や中国にスパイを運ぶ仕事を請け負っていたという記事を編集長に不採用とされ、紙面に載らなかった。反発した高山が他所で発表したため、「業務怠慢」と判断され異動となったとしている[4]。
- 日本保守党代表百田尚樹によれば[要出典]「知識が豊富なインテリを称える言葉に博覧強記がありますが、実際のところ、本当にその称号がふさわしい人は滅多にいません。しかし高山さんはまさにその通りの人です」「高山さんはよく笑う好々爺という言葉がしっくり来る人です」「彼は常に淡々と事実のみを書き「こうあるべきだ」「こうすべきだ」と主張することはありません」
- 日本の元総理大臣安倍晋三は高山正之の著書「変見自在シリーズ」の愛読者であった[要出典]。
- 保守派の中では珍しくアメリカ合衆国の戦争犯罪や宗教右翼等についても時折触れて批判している。

### 国鉄労働組合批判
- 1987年の国鉄分割民営化時にJR各社へ採用されなかった国鉄労働組合（国労）の組合員とその遺族が続けてきた裁判（JR採用差別闘争）の和解（2010年）に際し、「その労組から1億円近い献金を受けていた民主党の三日月大造衆議院議員の骨折りもあって、JR移行時に不採用になった国労のワルたち約1000人に、一人当たり2200万円もの掴み金が国費から出されることになった。」「彼らが人間ならば受け取ったカネを丸ごと国に返上し、彼らのつくった負債28兆円の返済の足しにするだろう。」と非難した。
- 過去の国労の悪行として、高山は米軍燃料輸送列車事故（1967年）や東中野駅列車追突事故（1988年）を指摘し、2005年に起きたJR福知山線脱線事故についても「不行跡を続けた職員は口を拭ってJRに移ったが、素行はいまだに変わっていない。100人を超える死者を出した福知山線事故は、どう見ても新宿駅事放と同じに不適格運転士の暴走が事故の原因だった。」と国労の責任を追及している[注 3]。

## TV出演
- 放言BARリークス〜酒と政治とおカネと女〜（DHCテレビ）（2016年6月-）－レギュラー(常連客）
- 真相深入り!虎ノ門ニュース（DHCテレビ）- 2016年6月28日、8月30日、12月27日、2017年6月27日、11月14日
- 復刊！撃論ムック（文化人放送局）

## 著作

### 単著
- 『アテンション・プリーズ：スチュワーデスの世界』（航空新聞社、1978年）
- 『飛行25000時間』文藝春秋、1983年12月5日。NDLJP:12062548。
- 『鞭と鎖の帝国：ホメイニ師のイラン』（文藝春秋、1988年）
- 『チェレンコフの業火』（文藝春秋、1993年） ※テヘランが舞台の国際陰謀小説
- 『情報鎖国・日本：新聞の犯罪』（廣済堂出版、2001年12月）
- 『異見自在　世界はみんな腹黒い』（PHP研究所、2001年12月）
  - 改訂版 『世界は腹黒い　異見自在』（高木書房、2004年11月）
- 『歪曲報道：巨大メディアの「騙しの手口」』（PHP研究所、2006年10月）のち文庫（新潮文庫、2015年11月）
- 『日本人が勇気と自信を持つ本：朝日新聞の報道を正せば明るくなる』（テーミス、2007年4月）
- 『「モンスター新聞」が日本を滅ぼす：メディア閻魔帳』（PHP研究所、2008年4月）
- 『日本人の目を覚ます痛快35章：朝日新聞・米国・中国を疑え』（テーミス、2010年9月）
- 『「官僚は犯罪者」は世界の常識』（PHP研究所、2010年10月）
- 『白い人が仕掛けた黒い罠：アジアを解放した日本兵は偉かった』（ワック、2011年8月）
  - 改題・改訂・新書『アジアの解放、本当は日本軍のお陰だった！』（WAC BUNKO、2014年12月）
- 『高山正之が米国・支那・韓国・朝日を斬る：日本人をますます元気にする本』（テーミス、2013年12月）
- 『アメリカと中国は偉そうに嘘をつく』（徳間書店、2015年2月）のち改訂・新書（NEW CLASSIC LIBRARY、2020年4月）
- 『中国と韓国は息を吐くように嘘をつく』（徳間書店、2017年5月）のち新書（NEW CLASSIC LIBRARY、2020年12月）
- 『高山正之が斬る　朝日新聞の魂胆を見破る法　なぜ巨大メディアは平気で嘘をつくのか』（テーミス、2018年6月）
- 『韓国とメディアは恥ずかしげもなく嘘をつく』（徳間書店、2019年6月）
- 『日本人よ強かになれ　世界は邪悪な連中や国ばかり 』（ワック、2020年7月）
- 『日本人よ！　目醒めよう』（テーミス、2022年9月）

変見自在シリーズ
- 『サダム・フセインは偉かった　変見自在』（新潮社、2007年）のち文庫（新潮文庫、2011年）
- 『スーチー女史は善人か　変見自在』（新潮社、2008年）のち文庫（新潮文庫、2011年）
- 『ジョージ・ブッシュが日本を救った　変見自在』（新潮社、2008年）のち文庫（新潮文庫、2011年）
- 『オバマ大統領は黒人か　変見自在』（新潮社、2009年）のち文庫（新潮文庫、2015年）
- 『偉人リンカーンは奴隷好き　変見自在』（新潮社、2010年）のち文庫（新潮文庫、2016年）
- 『サンデルよ、「正義」を教えよう　変見自在』（新潮社、2011年）のち文庫（新潮文庫、2017年）
- 『日本よ、カダフィ大佐に学べ　変見自在』 （新潮社、2012年）のち文庫（新潮文庫、2018年）
- 『マッカーサーは慰安婦がお好き　変見自在』（新潮社、2013年）のち文庫（新潮文庫、2018年）
- 『プーチンよ、悪は米国に学べ　変見自在』（新潮社、2014年）のち文庫（新潮文庫、2019年）
- 『習近平よ、「反日」は朝日を見倣え　変見自在』（新潮社、2015年9月）のち文庫（新潮文庫、2019年）
- 『朝日は今日も腹黒い　変見自在』（新潮社、2016年10月）のち文庫（新潮文庫、2020年）
- 『トランプ、ウソつかない　変見自在』（新潮社、2017年11月）のち文庫（新潮文庫、2020年）
- 『習近平は日本語で脅す　変見自在』（新潮社、2018年11月）のち文庫（新潮文庫、2021年）
- 『韓国への絶縁状　変見自在セレクション』（新潮社、2019年3月）
- 『中国は2020年で終わる　変見自在』（新潮社、2019年12月）
- 『コロナが教えてくれた大悪党　変見自在』（新潮社、2021年1月）
- 『中国への断交宣言　変見自在セレクション』（新潮社、2021年12月）
- 『バイデンは赤い　変見自在』（新潮社、2022年4月）
- 『新聞は偉そうに噓をつく　変見自在セレクション』（新潮社、2022年12月）
- 『安倍晋三を葬ったのは誰か　変見自在』（新潮社、2023年12月）

### 共著等
- 立川珠里亜との共著『「訴訟亡国」アメリカ：標的にされる在米日系企業』（文藝春秋、1995年6月）
  - 改題文庫化『弁護士が怖い！ 日本企業がはまった「米国式かつあげ」』西尾幹二解説（文春文庫、1999年5月）
- 江畑謙介、田中明彦、春名幹男、森本敏、山内昌之との共著『二十一世紀型の戦争：テロリストの恐怖。日本は大丈夫か？』（角川書店、2001年11月）
- 日下公人との共著『日本はどれほどいい国か：何度でも言う、「世界はみんな腹黒い」』（PHP研究所、2008年9月）
- 日下公人との共著『アメリカはどれほどひどい国か』（Voice select、2009年5月）
- 日下公人との共著『世界は邪悪に満ちている　だが、日本は……。』（WAC BUNKO、2015年12月）
- 宮崎正弘との共著『日本に外交はなかった　外交から見た日本の混迷』（自由社、2016年9月）
  - 改題・増訂『世界を震撼させた歴史の国 日本』（徳間書店、2020年2月）
- 川口マーン惠美との共著『日・米・独　10年後に生き残っている国はどこだ』（ベストセラーズ 、2016年10月）
- 奥本實との共著『なぜ大東亜戦争は起きたのか？　空の神兵と呼ばれた男たち　インドネシア・パレンバン落下傘部隊の記録』（ハート出版、2016年12月）
- 福島香織との共著『アメリカと中国が世界をぶっ壊す』（徳間書店、2017年1月）
- 馬渕睦夫との共著『日本人が知らない洗脳支配の正体：日本を見習えば世界は生き残れる』（ビジネス社、2017年5月）
- 渡部昇一との対談・解説『渡部昇一の世界史最終講義』（飛鳥新社、2018年4月）
- 和田政宗との共著『こんなメディアや政党はもういらない』（WAC BUNKO、2018年10月）
- 阿比留瑠比との共著『マスメディアの罪と罰』（ワニブックス、2019年1月）
- 馬渕睦夫との共著『世界を破壊するものたちの正体：日本の覚醒が「グレート・リセット」の脅威に打ち勝つ』（徳間書店、2021年2月）
- 渡邉哲也との共著『韓国はどこに消えた！？』（ビジネス社、2021年10月）
- 門田隆将との共著『世界を震撼させた日本人　心を奮い立たせる日本の偉人』（SB新書、2022年2月）
- 阿比留瑠比との共著『リベラル全体主義が日本を破壊する』（徳間書店、2022年3月）
- 石平との共著『核大国（露・中・米）は氏素性の悪さを競う』（WAC BUNKO、2022年9月）
- 飯山陽との共著『騙されないための中東入門　米中ロを翻弄する“グレーゾーン”の真実』（ビジネス社、2023年1月）